# Конакрі
Конакрі́ (фр. Conakry) — столиця (з 1958) та найбільше місто Гвінеї, адміністративний центр провінції Конакрі.
Місто поділене на 5 комун: Калум, Діксін, Матам, Ратома, Матото.
Населення міста становить — 2 млн осіб (2007; 1,9 млн в 2005, 700 тис. в 1981).

## Географія
Місто розташоване на острові Томбо і півострові Калум (сполучені між собою греблею довжиною 300 метрів).

## Клімат
У Конакрі́ екваторіальний мусонний (Am за класифікацією кліматів Кеппена), з двома сезонами — сезоном дощів та сухим сезоном. Пересічні температури січня 26 °C, липня 25 °C, опадів випадає в середньому 3 800 мм на рік.
| Клімат Конакрі | Клімат Конакрі | Клімат Конакрі | Клімат Конакрі | Клімат Конакрі | Клімат Конакрі | Клімат Конакрі | Клімат Конакрі | Клімат Конакрі | Клімат Конакрі | Клімат Конакрі | Клімат Конакрі | Клімат Конакрі | Клімат Конакрі |
| Показник | Січ.           | Лют.           | Бер.           | Квіт.          | Трав.          | Черв.          | Лип.           | Серп.          | Вер.           | Жовт.          | Лист.          | Груд.          | Рік            |
| Абсолютний максимум, °C                                                                                                   | 40             | 34             | 39             | 38             | 37             | 35             | 35             | 37             | 37             | 38             | 40             | 38             | 40             |
| Середній максимум, °C | 32,2           | 33,1           | 33,4           | 33,6           | 33,2           | 31,8           | 30,2           | 29,9           | 30,6           | 30,9           | 32,0           | 32,2           | 31,9           |
| Середня температура, °C                                                                                                   | 26,1           | 26,5           | 27,0           | 27,4           | 27,5           | 26,5           | 25,5           | 25,2           | 25,6           | 26,3           | 27,0           | 26,6           | 26,4           |
| Середній мінімум, °C | 19,0           | 20,2           | 21,2           | 22,0           | 20,7           | 20,2           | 20,4           | 20,8           | 20,7           | 20,4           | 21,0           | 20,1           | 20,6           |
| Абсолютний мінімум, °C | 18             | 20             | 20             | 20             | 20             | 20             | 20             | 22             | 21             | 18             | 18             | 18             | 18             |
| Норма опадів, мм | 1              | 1              | 3              | 22             | 137            | 396            | 1130           | 1104           | 617            | 295            | 70             | 8              | 3784           |
| Вологість повітря, % | 71             | 70             | 68             | 70             | 74             | 81             | 85             | 87             | 85             | 81             | 79             | 73             | 77             |
| --- | -------------- | -------------- | -------------- | -------------- | -------------- | -------------- | -------------- | -------------- | -------------- | -------------- | -------------- | -------------- | -------------- |
| Джерело: Conakry Climate Normals 1961–1990 / National Oceanic and Atmospheric AdministrationCONAKRY, GUINEA / Weatherbase |                |                |                |                |                |                |                |                |                |                |                |                |                |

## Забудова
Місто розтягнулось на вузькій смузі суходолу: на південному заході — стара частина з портом та залізничним вокзалом, на північному сході — урядовий центр та аеропорт. В 1950-60-их роках почали забудовуватись багатоповерхові адміністративні та житлові будівлі. На майдані Республіки розташований пам'ятник жертвам колоніалізму. В місті низка наукових закладів, Національна бібліотека, Національний музей, Палац народу. У передмісті Конакрі Діксін — Ботанічний сад.
За проектами радянських архітекторів в 1960-их роках були збудовані:
- Політехнічний інститут з 4 корпусів на 1 500 студентів — архітектори Л. Н. Афанасьєва, О. І. Дубінський, В. П. Наумов, Є. В. Рибіцький, Г. Н. Цитович; конструктори К. О. Токмаков, О. А. Філатов
- Національний стадіон на 25 тис. місць із спортивним павільйоном та відкритим басейном — архітектори Л. Н. Афанасьєва, О. І. Дубінський, В. П. Наумов, Є. В. Рибіцький, Г. Н. Цитович; конструктори К. О. Токмаков, О. А. Філатов
- радіоцентр — архітектори Д. Д. Басіладзе, Л. О. Гуськова; інженер О. Б. Іванова
- готель «Камаєн» — архітектори П. П. Зіновьєв, І. О. Вахутін, Л. Н. Безухова; інженер Д. Н. Ніколаєв
- науковий центр — архітектори О. М. Щусєв, Є. П. Соколов, А. П. Новожилова, О. В. Лєгостаєв; інженери О. О. Левенштейн, В. М. Безруков (1982)

## Адміністративний поділ
Конакрі — це особливе місто з єдиним регіоном та урядом префектури. Місцеве самоврядування міста було децентралізоване в 1991 році між п'ятьма муніципальними комунами на чолі з мером. З кінчика на південному заході це:
- Калум — центр міста
- Діксінн — в тому числі Конакрійський університет та більшість посольств, стадіон
- Ратома — відома своїм нічним життям
- Матам
- Матото — мізцезнаходження міжнародного аеропорту Конакрі.

П'ять міських комун складають регіон Конакрі, один з восьми регіонів Гвінеї, який очолює губернатор. На рівні префектури другого рівня місто позначається як Спеціальна зона Конакрі, хоча префектура та регіональний уряд — це одне і те ж. За оцінками, це два мільйони жителів, це найбільше місто в Гвінеї, яке складає майже чверть населення країни і робить його більш ніж у чотири рази більшим за свого найближчого суперника Канкан.

## Економіка
Конакрі — головний залізничний вузол країни. Міжнародний аеропорт. Морський порт на узбережжі Атлантичного океану із спеціально обладнаними причалами для завантаження мінеральної та сільськогосподарської сировини, через який йде більша частина зовнішньої торгівлі Гвінеї. Вивіз глинозему (до України), бананів, кави, ананасів тощо.
Конакрі — головний економічний центр країни, де зосереджена велика частина підприємств обробної промисловості. Харчова, будівельних матеріалів, хімічна, текстильна, деревообробна, тютюнова, цементна, поліграфічна і інша промисловість, металообробка. В приміській зоні розвинене овочівництво.
Залізниця довжиною 661 км пов'язує Конакрі з містом Канкан, залізниця довжиною 145 км — з містом Фрія. Автошляхи з'єднують Конакрі з Сенегалом, Малі, Ліберією, Кот-д'Івуаром і Сьєрра-Леоне.

## Історія
Місто засноване в 1884 на місці поселення народу сусу Конакрі (звідси і назва). В 1895—1958 роках — адміністративний центр колонії Французька Гвінея.

## Освіта
- Університет Кофі Аннана,
- Університет Гамаля Абделя Насера,
- Університет Лансана Конте.

## Культові споруди
- Собор Святої Марії,
- Велика мечеть Конакрі.

## Готелі
- Готель «Камаєн»,
- Готель «Маріадор-Палац».

## Світлини

Стадіон
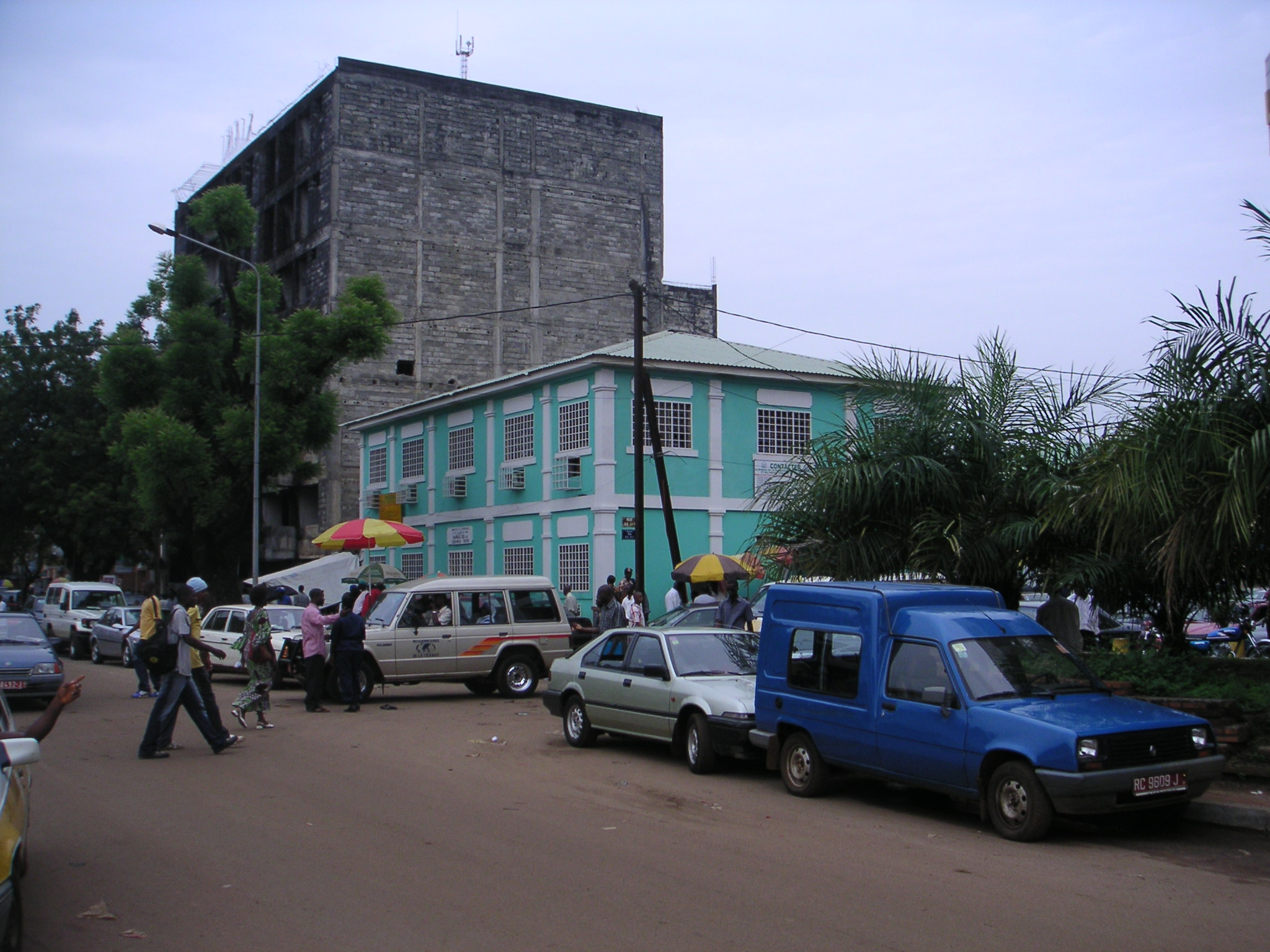
Вулиця в Конакрі
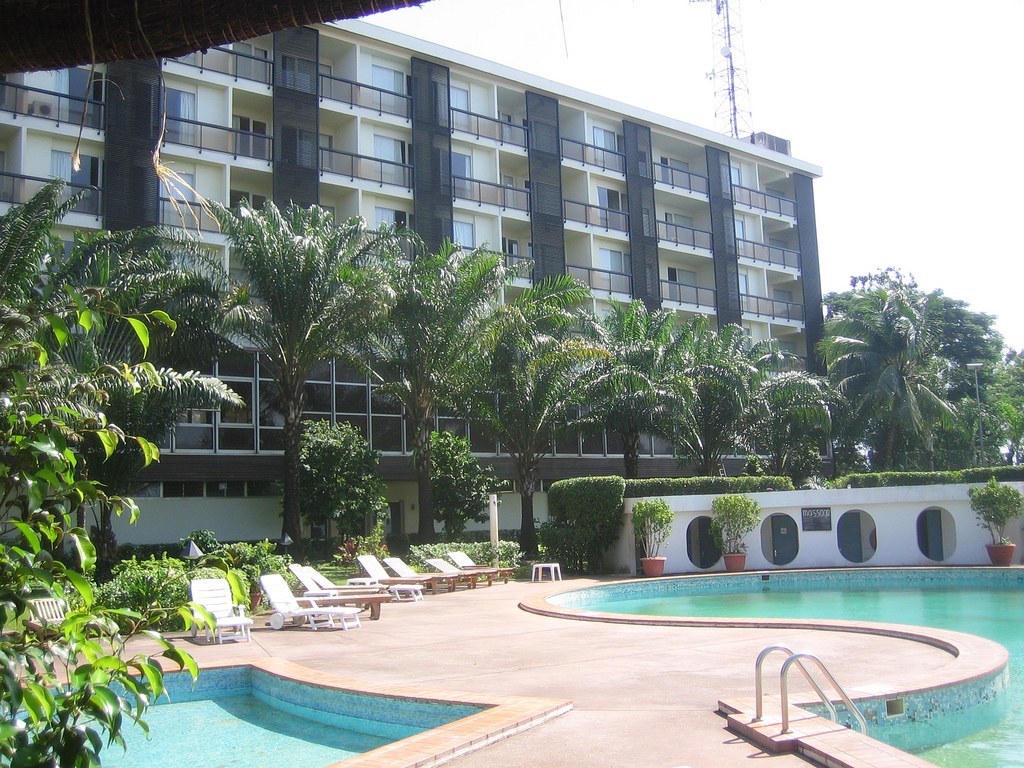
Готель «Камаєн»
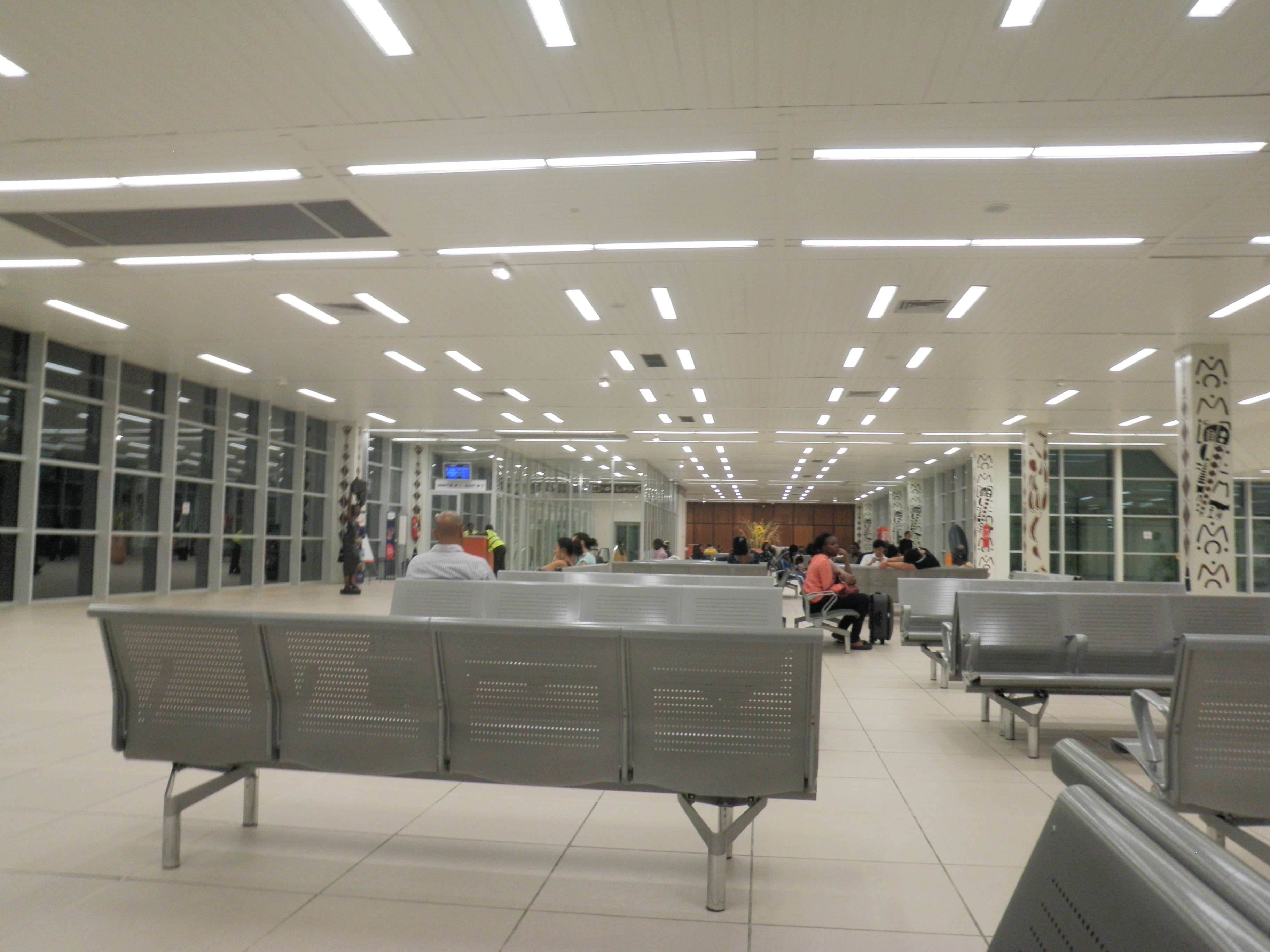
Міжнародний аеропорт Конакрі